# Марк Хонг Тат Сун
Марк Хонг Тат Сун (Mark Hong Tat Soon) (1947) — сингапурський дипломат. Надзвичайний і Повноважний Посол Сингапуру в Україні за сумісництвом.

## Життєпис
Народився у 1947 році в Сінгапурі. У 1965 році отримав стипендію на навчання від Президента Сінгапуру. У 1969 році отримав диплом бакалавра з економіки в Кембриджському університеті та у 1982 році магістра з міжнародних відносин в Джорджтаунському університеті у Вашингтоні на стипендію Фулбрайта. 
З 1969 року на дипломатичній службі у Міністерства закордонних справ Сінгапуру. Служив закордоном у місіях Сінгапуру в Пномпені, Гонконзі, Парижі та в Постійному представництві Сінгапуру при ООН у Нью-Йорку. Його останньою дипломатичною посадою був посол Сінгапуру в Україні та у Росії (1995-2002 рр.). 
З 2002 року він працював старшим науковим співробітником в інституті оборони та стратегічних досліджень, Наньянському технологічному університеті Сінгапуру. 
В даний час він є заступником голови Міжнародного комітету Сінгапурської бізнес-федерації, міжнародним радником адміністрації порту Сінгапуру і відповідальним науковим співробітником ISEAS. Він підготував більше ста доповідей та лекцій на міжнародні семінари та конференції.

## Автор книг
- Секреты успеха Сингапура: 12 статей доктора Марка Хонга Тат Сун, Чрезвычайного и полномочного посла Республики Сингапур в России и Украине. М.: 2000. 174 с[2].
- Сингапур: история успеха / Марк Т.С. Хонг ; [под ред. В.В. Сумского ; пер. с англ. К.И. Ли] ; МГИМО МИД России, Центр АСЕАН. – Москва : МГИМО-Университет, 2018. – 228 с. – ISBN 978-5-9228-2015-8
- Развитие человеческих ресурсов в Сингапуре [Текст] / Марк Хонг Тат Сун // Школа духовности. - 2001. - №6.-С.4-9. - С. 2001